# L'albero dei corvi
L'albero dei corvi (in tedesco: Krähenbaum) è un dipinto a olio del 1822 del pittore romantico Caspar David Friedrich. È attualmente conservato presso il Museo del Louvre, a Parigi.

## Descrizione
L'opera raffigura lo scheletro nudo di una quercia dalla forma aspra e bizzarra su cui non sopravvivono che poche manciate di foglie. Questo albero si eleva nel cielo serale e affonda le proprie radici su un lembo di terra sul quale in precedenza era sito un monumento sepolcrale preistorico: si tratta di un dolmen, o Hünengrab, come leggiamo sul retro della tela. In lontananza scorgiamo l'oceano e le falesie di gesso di Capo Arkona, uno dei soggetti prediletti di Friedrich. Sulla quercia sono inoltre appollaiati due corvi, con un ulteriore stormo in procinto di adagiarvisi sopra.
Ritroviamo l'immagine della quercia anche in un bozzetto preparatorio preparato da Friedrich durante l'esecuzione del dipinto: le variazioni sono minime, e riguardano l'aggiunta di rami a sinistra e l'allungamento di altri così da conferire all'albero una forma rombica. In effetti vi è un contrasto stridente tra la serenità del cielo e i rami dell'albero, paragonati persino a «un mucchio di mani agitate». Dal punto di vista simbolico, i tronchi tagliati in primo piano alludono alla morte, mentre il cielo sullo sfondo simboleggia la promessa della redenzione dopo la vita terrena.